# The Egg Crate Wallop
The Egg Crate Wallop er en amerikansk stumfilm fra 1919 af Jerome Storm.

## Medvirkende
- Charles Ray som Jim Kelly
- Colleen Moore som Kitty Haskell
- Jack Connolly som Perry Woods
- J. P. Lockney som Dave Haskell
- George B. Williams som Fatty Brennan